# Coco Díaz
Coco Díaz, seudónimo artístico de Pedro Joaquín Castro (Tostado, 21 de enero de 1936-Monte Grande, Buenos Aires, 11 de marzo de 2021) fue un cantautor, compositor y humorista de folklore argentino. Vendió más de 5 millones de discos a lo largo de su carrera, obteniendo tres discos de oro. Autor de éxitos como «Del tiempo de mi niñez», «El mimoso» y «Se quema el rancho».

## Carrera
Comenzó su carrera a comienzos de 1960 en el conjunto Los Cantores de Salavina donde era primera voz. En 1966 el sello EMI lo presenta como solista luego de giras nacionales con el grupo, programas de radio y grabaciones. Ese año alcanza su primer éxito, al presentarse en el Festival Nacional de Folklore de Cosquín con “Pará que tiá contá”, tema que interpreta utilizando por primera vez el seudónimo con el que sería conocido desde ese momento.
En esos años recibió 3 discos de oro (2 por el sello EMI Odeón y 1 por el sello Microfón). A lo largo de 4 años consecutivos recibió el premio “Templo de Oro”, reconocimiento que otorgaba EMI Odeón al artista de mayor venta del año en la compañía. 
Coco Díaz realizó numerosas giras nacionales e internacionales por Argentina, Paraguay, Uruguay, Chile, Estados Unidos y Australia, como asi también participó como conductor o como invitado en distintos programas de radio y televisión. Posee más de 40 discos grabados haciendo que su trayectoria sea muy nutrida, la cual es muy respetada por sus pares y fundamentalmente por el público que siempre lo acompaña.
Desde 1978 tuvo su programa radial El rancho de Coco Díaz en Radio Colonia, de Lunes a Viernes de 5 a 6, sosteniendo una audiencia fiel que se extendía a lo largo de todo el país, Uruguay y Brasil. Prueba de ello eran las innumerables cartas que recibía a diario de los trabajadores tamberos, de los taxistas, de los canillitas, de los panaderos y de todos los trabajadores que en ese horario comenzaban su jornada. Con su habitual estilo cálido, su música alegre y divertida, supo hacerse lugar en el corazón de la audiencia que lo acompañó durante 6 años consecutivos. Por su programa pasaron artistas que daban sus primeros pasos en el folklore: Viviana Vigil, Hugo Giménez Agüero, Raúl Palma “el chango de Anta”, el Payo Oroná y tantos otros. Coco se caracterizaba por difundir la música de los colegas cantores tradicionales y de la gente joven que estaba comenzando. 
Festejó sus 35 años en el Teatro Presidente Alvear de Capital Federal junto a grandes amigos y artistas: Jairo, Peteco Carabajal, Chango Nieto, Cuti y Roberto Carabajal, Luis Landriscina, Los 4 de Córdoba, Los Tucu Tucu, Carlos Carabajal, La Chacharerata Santiagueña, Los Díaz Pasan Volando (conjunto integrado por sus hijos María Eugenia y Juan Martin Díaz), de los músicos que lo acompañaron durante toda su trayectoria y otros que colaboraron en sus grabaciones como: Juancito “el peregrino”, Nicolás Oroño, “el Gordo” Álvaro Copello, Alejandro Romero “Romerito”, Daniel Giménez, Esteban Peña y Guillermo Duro Caneda (el Galleguito).
En 1996, en su añorado pueblo de Tostado (Santa Fe), en reconocimiento a su trayectoria, es honrado con una plaza la cual lleva su nombre: Plaza Coco Diaz, en el barrio Güemes donde nació. Durante 1997 participó como artista estable en el programa Cuento Contigo de Quique Dapiaggi, emitido por TV Canal 2. En los meses de Mayo y Junio de ese mismo año, realizó una gira por Estados Unidos, actuando en Miami, Los Ángeles, San José y San Francisco. En Noviembre de 1999 fué distinguido con un reconocimiento a su trayectoria por la Honorable Cámara de Diputados de la Nación.
En marzo de 2000, comenzó su programa Cada Díaz es una Fiesta por Radio Nacional Folklórica, por el cual pasaron muchos artistas de la música popular argentina, prevaleciendo siempre el interés en apoyar a los jóvenes valores considerando que son los que más necesitan el apoyo de los difusores y de esa manera consiguió un lugar en el corazón de sus oyentes.
En 2003 fue reconocido nuevamente en el Congreso de la Nación por la diputada Nélida Morales. 
En 2004 realizó una gira por Australia, presentándose en las ciudades de Sídney y Melbourne. 
En junio de 2014, por iniciativa del concejal Miguel Rosales, hace posible que el Concejo Deliberante de Tostado declare de "interés cultural para la ciudad", la chacarera Del Tiempo de Mi Niñéz, por los motivos que la canción describe y que fuera inspirada en todo lo que hacía cuando niño, recordando su infancia en Tostado, donde nació y vivió hasta los 9 años. Esta chacarera ha sido grabada por los más grandes exponentes de nuestro folklore tales como Mercedes Sosa, Juanjo Domínguez, Soledad, El Chaqueño Palavecino, Eduardo Ávila, Aníbal López Monteiro, El Chango Nieto, Los Tucu Tucu, Los Díaz Pasan Volando, Coco Banegas, Alfredo Abalos, Enrique Espinosa, Paco Garrido, entre otros.
En Noviembre de 2014, Sony Music lanza un CD con 18 temas rescatados de lo grabado en el sello Microfón y 2 temas del último CD: el chamamé Al Gauchito Gil y El Mimoso. Esto fue posible por la iniciativa de Mario Pereyra y Roni Vargas, de Cadena 3 de la ciudad de Córdoba, Argentina.
En el ambiente folclórico, donde todo se sabe y nada se esconde, Coco Díaz es para todos sus colegas, locutores, representantes y gente de medios, "un gran tipo" a quien todos admiran y respetan, siendo éste su mayor logro. Es por ésto, que el público lo acompañaba en sus diferentes presentaciones y que aún hoy, es descubierto por nuevas generaciones que disfrutan de sus grabaciones y actuaciones en diversos canales de Youtube y diferentes redes sociales.

## Fallecimiento
Coco Díaz falleció el 11 de Marzo de 2021 a las 14:57hs (UTC-03:00) a dos meses de cumplir 85 años, luego de padecer Cáncer de Hígado, estuvo internado casi un mes en la clínica de Monte Grande, Esteban Echeverría, Provincia de Buenos Aires (dónde residía) según informaron sus allegados a medios nacionales. Al día siguiente, se le hizo un homenaje durante su velatorio en el Museo de La Campana en El Jagüel con la asistencia de familiares y amigos. Sus restos serán esparcidos por sus hijos María Eugenia y Juan Martín (Los Díaz Pasan Volando) y por sus nietos Mateo, Pedro y Salvador en Tostado, provincia de Santa Fe juntos a los de su esposa Marta (sufrió una Muerte súbita cardíaca 3 meses después, en los últimos minutos del 1 de Julio de ese mismo año), compañera de toda la vida y madre de sus hijos.

## Discografía
- Para qué ti a contá (1966)
- Y que siga el baile (1967)
- El mimoso (1968)
- Carnaval correntino, con Ramona Galarza (1968)
- El goloso (1969)
- Fortín Tostado (1969)
- Don censo (1970)
- El peso fuerte (1970)
- Alpargata con bigote (1971)
- La veda (1971)
- Fiesta picante (1972)
- Soy preferido (1973)
- La vida del celoso (1973)
- Yo tengo un gancho (1974)
- La fijación (1975)
- Clodomiro el ñajo (1978)
- Sus grandes éxitos (1979)
- El humor de mi país (1982)
- Y ya se vino el destape (1984)
- Soy y seré (1986)
- Tiempo de creer (1987)
- Te invito a bailar (1990)
- 20 Grandes Éxitos (1998)
- Coco Díaz 2000 (1999)
- Quiero reír truco (2006)
- Folclore, la colección: Coco Díaz (2008)
- Sus éxitos (2010)
- Los grandes éxitos de Coco Díaz (2011)
- 20 grandes éxitos originales (2014)

## Filmografía

### Televisión
| Año  | Título                  | Rol            | Canal      |
| ---- | ----------------------- | -------------- | ---------- |
| 1968 | Siete y medio           | Elenco estable | TV Pública |
| 1970 | Asado con cuentos       | Elenco estable | El Trece   |
| 1982 | El humor de mi país     | Elenco estable | Telefe     |
| 1983 | La chispa de mi gente   | Elenco estable | Telefe     |
| 1983 | Son... risas once       | Elenco estable | Telefe     |
| 1983 | De lo nuestro con humor | Elenco estable | Telefe     |
| 1997 | Cuento contigo          | Elenco estable | América TV |

## Premios y reconocimientos

### Premios
- 3 discos de oro
- 3 templos de oro
- 1969: Premio "Canario de oro" a la popularidad entregado en el Luna Park por el programa de Roberto Galán
- 1996: Trofeo de agradecimiento del programa del litoral del país
- 2007: Homenaje del Pueblo y gobierno municipal de Tostado del intendente Enrique Fedele
- 2010: Premio "Chacabuco" del Festival provincial del tango y el folclore
- 2010: Premio "Apacheta"
- 2012: Poncho oficial del Festival de Cosquín

### Reconocimientos
- 1999: Reconocimiento a su trayectoria artística de la honorable Cámara de Diputados de la Nación Argentina del diputado Oscar Lamberto
- 2001: Reconocimiento autoral Sadaic (R.A.S.)
- 2004: Reconocimiento a su trayectoria del Congreso de la Nación Argentina de la diputada Nélida Beatriz Morales
- 2004: Reconocimiento a su trayectoria de la Municipalidad de Rojas
- 2013: Reconocimiento a su trayectoria del Municipio de Esteban Echeverría del Dr. Fernando Gray
- 2014: Reconocimiento a su chacarera "Del tiempo de mi niñez", patrimonio municipal de Tostado